# Гозлен II де Пороэт
Гозлен II (фр. Josselin II; умер ранее 1114) — виконт де Пороэт (после 1092 — ранее 1114), сын Эда I.

## Биография
Гозлен упоминается в качестве сына Эда, принёсшего пожертвования в аббатство Редон в 1092 году. Отец Гозлена Эд I скончался после 1092 года, после чего Гозлен стал виконтом де Пороэт. В 1108 году он вместе со своими братьями Витноком, Жоффруа и Аленом принёс пожертвования в церковь в Сен-Мартине близ замка Пороэт.
В 1114 году Гозлен и его брат Витнок упоминаются уже скончавшимися. Гозлен II не оставил наследников. Виконтом де Пороэт стал его младший брат Жоффруа.